# Еропкин, Пётр Михайлович
Пётр Миха́йлович Еропки́н (около 1698 — 27 июня (8 июля) 1740, Санкт-Петербург) — русский архитектор, руководитель Комиссии о Санкт-Петербургском строении, составившей первый генеральный план Санкт-Петербурга; разработал проекты планировки и застройки центральных районов, закрепив три главных лучевых проспекта, и наметил пути дальнейшего развития города.

## Происхождение
Пётр Еропкин происходил из дворянского сословия; отец, Михаил Матвеевич Еропкин (1663—1721), был служилым московским дворянином. В шестой части родословца «Дворянского сословия Тульской губернии» обозначены его потомки — Николай, Пётр, Авдотья, Анна и Алексей (женатый на Анне Васильевне Олсуфьевой). В «Переписи московских дворов XVIII столетия» за полковником Михаилом Матвеевичем Еропкиным числился двор в приходе церкви Успения Пресвятой Богородицы, что на Покровке в Котельниках, а также дворы Напрудной слободы. В исповедной книге церкви за 1737 год под номером 16 указан дом архитектора Петра Михайлова сына Еропкина. В Подмосковье за ним числилось село Кулаково на реке Лопасня, которое в 1742 году перешло к брату Алексею, титулярному советнику.

## Биография
В 1716—1724 годах вместе с Т. Усовым, П. Колычевым и Ф. Исаковым, Пётр Михайлович Еропкин обучался в Италии, сначала под надзором Ю. И. Кологривова, затем — С. В. Рагузинского. Весной 1724 года Еропкин вместе с Тимофеем Усовым получили от Петра I заказ на проектирование царского дворца в Преображенском — это стало началом архитектурной деятельности Еропкина.

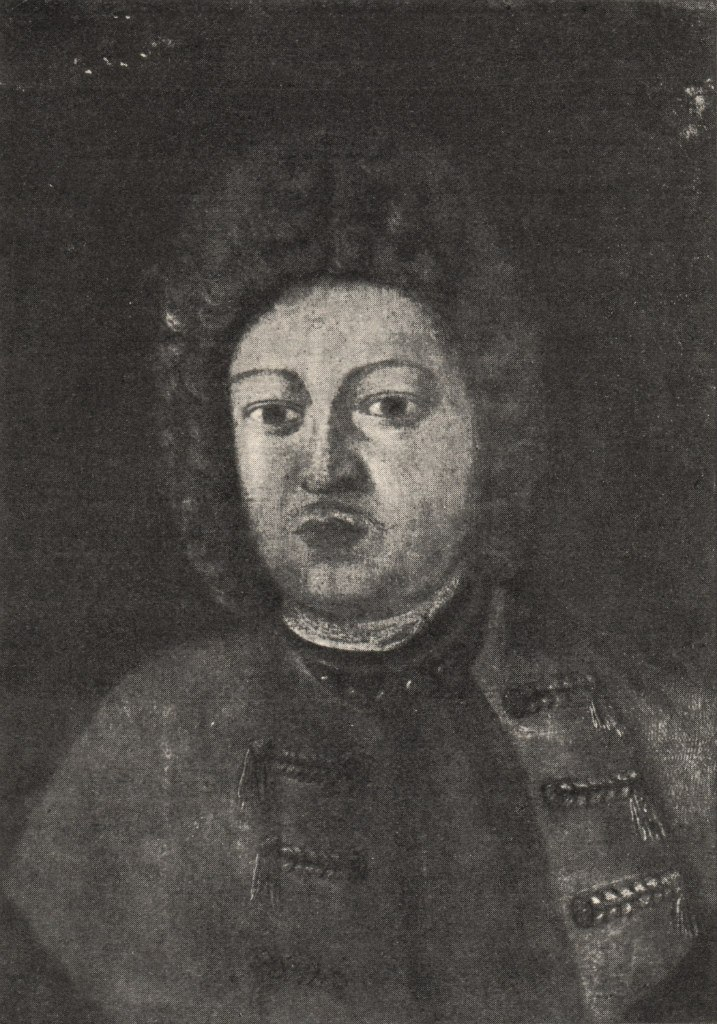
Портрет Петра Михайловича Еропкина. По картине неизвестного художника. 1720-е

В 1726—1728 годах Еропкин руководил строительством отдельных зданий и сооружений в Стрельне и Петергофе, по чертежам М. Г. Земцова возводил Ассамблейный зал и хозяйственные помещения в Монплезире. С 1726 года он также входил в состав комиссии по обследованию обрушившегося каменного шатра собора в Новоиерусалимском Воскресенском монастыре. В конце 1720-х годов его привлекли к созданию архитектурного ансамбля в Лефортово. В сентябре 1730 года Еропкину было поручено исследовать обветшалость Успенского собора Московского кремля. Ему приписывается также, некоторыми источниками, создание в это время архитектурного ансамбля усадьбы Глинки.
Еропкин был главным архитектором петербургской Полицмейстерской канцелярии в 1732—1735 годах. С 1737 года был главным архитектором «Комиссии о Санкт-Петербургском строении», созданной 10 (21) июля. Возглавил создание первого русского архитектурно-строительного трактата «Должность архитектурной экспедиции» (1737—1741), перевёл на русский язык отдельные главы трактата «Четыре книги об архитектуре» Андреа Палладио (1737—1740).
Ещё при жизни Петра I Еропкиным был разработан нереализованный из-за смерти императора проект Александро-Невского монастыря .
Позже по проектам П. М. Еропкина были возведены не сохранившаяся мазанковая лютеранская церковь Святой Анны (Кирочная, 8) (1735—1740), ряд домов на Английской набережной (в том числе графа С. А. Салтыкова (1733), А. Л. Нарышкина и другие), городская усадьба А. П. Волынского (1731—1736) на Рождественке в Москве и многих др. В 1740 году был построен знаменитый Ледяной дом.
В 1740 году с группой А. П. Волынского выступил против бироновщины и был казнён 27 июня того же года. После воцарения на престоле Елизаветы «дело Волынского» было прекращено, доброе имя его членов восстановлено, живые, в том числе помощник П. М. Еропкина Иван Бланк, возвращены из ссылки. В 1886 году на могиле А. П. Волынского, П. М. Еропкина и А. Ф. Хрущёва в ограде Сампсониевского собора на Большом Сампсониевском проспекте был поставлен памятник (архитектор М. А. Щурупов, барельеф работы А. М. Опекушина).